# مسیه ۹۹
مسیه ۹۹(به انگلیسی: Messier 99) (یا M99 یا NGC 4254)یک کهکشان مارپیچی بدون میله است که در فاصله ۶۰ میلیون سال نوری در صورت فلکی گیسو است.

## نگارخانه

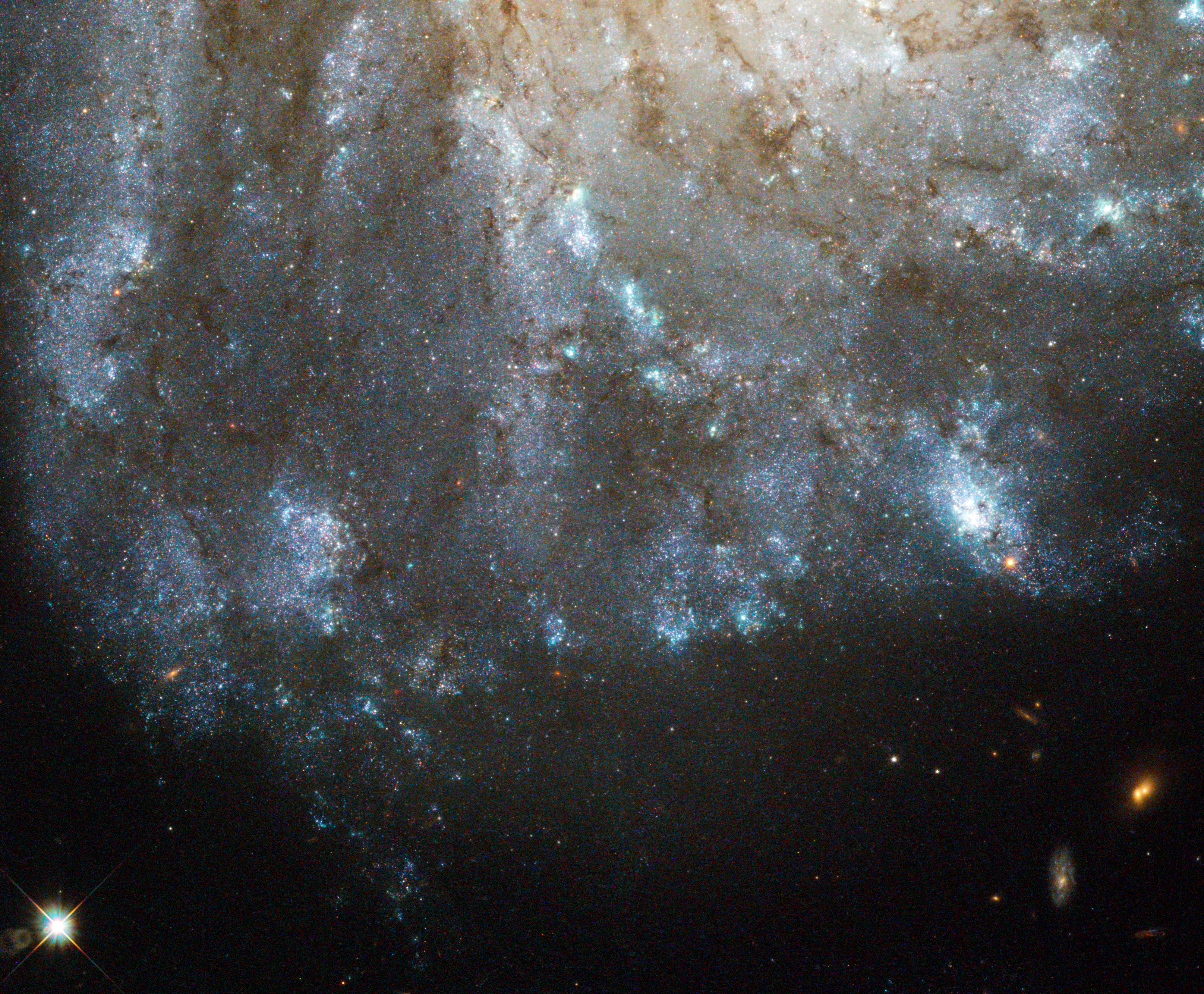
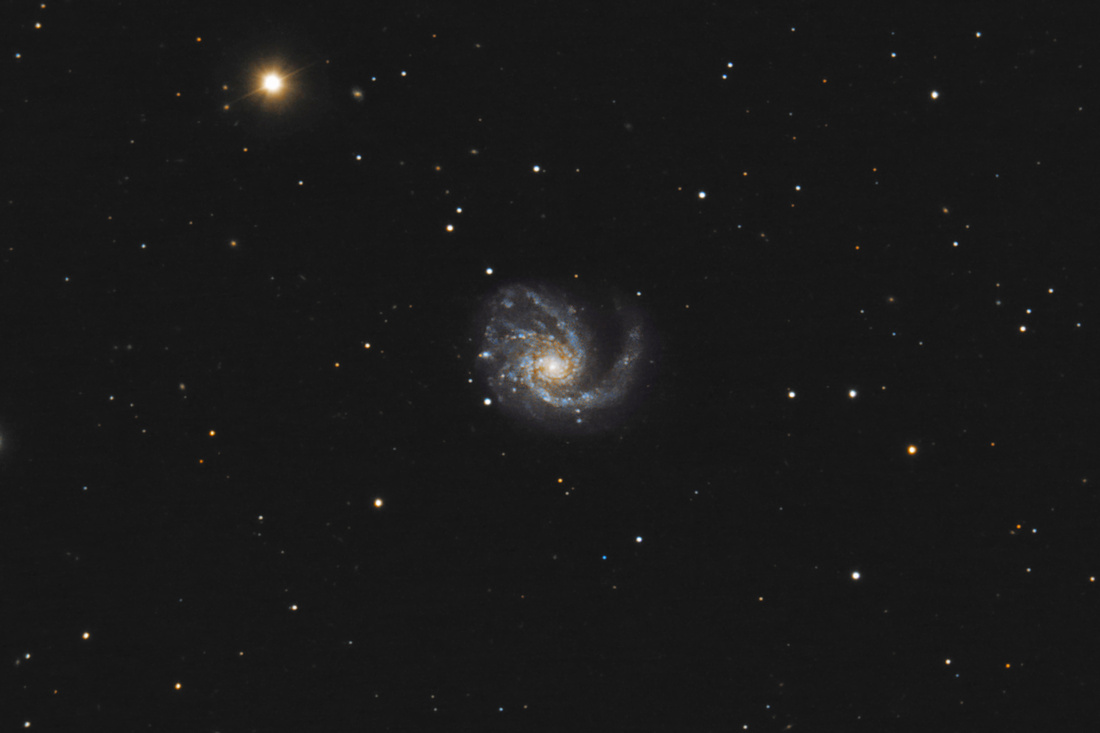